# NGC 2150
NGC 2150 è una vasta galassia a spirale situata nella costellazione del Dorado, a una distanza di circa 218 milioni di anni luce dalla nostra Via Lattea.

## Scoperta
La galassia è stata scoperta il 9 febbraio 1836 dall'astronomo britannico John Herschel.

## Descrizione
NGC 2150 ha una classe di luminosità I-II e presenta una larga riga a 21 cm dell'idrogeno neutro.
Nella galassia sono presenti anche regioni di idrogeno ionizzato.